# Fernando Solís
Fernando Esteban Solís Núñez (* 28. Juni 1976 in Peumo) ist ein ehemaliger chilenischer Fußballspieler. Der Innenverteidiger bestritt ein Länderspiel für die Nationalmannschaft und wurde auf Vereinsebene einmal chilenischer Meister.

## Karriere

### Verein
Fernando Solís begann seine Profikarriere 1998 bei Deportes Melipilla und wechselte 2000 zu Unión Española, wo er Nationalspieler wurde. Danach verpflichtete Universidad Católica den Innenverteidiger. Er blieb nur ein Jahr bei den Cruzados, gewann jedoch die Meisterschaft der Apertura 2002. Seine längste Vereinsstation war Universidad de Concepción, für die Solís von 2003 bis 2010 spielte. Mit dem Universitätsklub gewann der Defensivakteur die Copa Chile 2008/09. Seine Spielerkarriere ließ er dann bei den Santiago Wanderers von 2011 bis 2014 ausklingen. Seit 2020 ist er Assistenztrainer von Juan José Ribera, mit dem er gemeinsam bei Universidad Católica und Universidad de Concepción spielte.

### Nationalmannschaft
Fernando Solís bestritt im August 2001 in der chilenischen Nationalmannschaft bei der Weltmeisterschaftsqualifikation sein einziges Länderspiel, als er in der 33. Spielminute für Mauricio Pozo eingewechselt wurde.

## Erfolge
Universidad Católica
- Chilenischer Meister: 2002-A

Universidad de Concepción
- Chilenischer Pokalsieger: 2008/09